# عملية زت
كانت عملية زت عملية سرية نفذها الاتحاد السوفييتي في الفترة من 1937 إلى 1941 لتوفير الموارد العسكرية والتقنية لجمهورية الصين كجزء من معاهدة عدم الاعتداء الصينية السوفييتية. 
هدفت العملية إلى مساعدة الصين في مقاومة غزو الجيش الإمبراطوري الياباني أثناء الحرب العالمية الثانية.  كانت جزءًا من الجهود السوفييتية المناهضة للإمبريالية في جميع أنحاء العالم.  بالإضافة إلى ذلك، كان هناك تنافس طويل الأمد بين الاتحاد السوفييتي وإمبراطورية اليابان، مما أدى في بعض الأحيان إلى أعمال عدائية مفتوحة.
في إطار عملية زت، زود السوفييت الصين بالطائرات الحربية والقاذفات والدبابات والأسلحة المضادة للطائرات والذخيرة ومركبات النقل.  بدأت العملية بنشر 225 طائرة مقاتلة، إلى جانب المتطوعين السوفييت. 
تم تنفيذ العملية بشكل سري للحفاظ على قابلية الإنكار ومقاومة الجهود التوسعية لليابان لترسيخ نفسها كقوة سياسية بارزة في شرق آسيا. تحت اسم متطوعي القوات الجوية السوفيتية، قاتلت القوات السوفيتية دفاعًا عن نانجينغ ووهان ونانتشانغ وتشونغتشينغ. تم توفير أكثر من 250 طيارًا متطوعًا سوفييتيًا و885 طائرة للصين. شملت الطائرات بوليكاربوف آي-15 وبوليكاربوف آي-16 وبوليكاربوف آي-153. 

## الأدب
- ميخائيل هيرفيتش موهين: الطيران السوفيتي في سينتسيان. سنوات 1930-1940 ، في: تاريخ جديد وجديد، المجلد. 47 (2004)، رقم 5، ص 236-239. متاح هنا.

## روابط خارجية
- المساعدات العسكرية السوفييتية للصين، 1937-1939